# Crabbea
Genre
Synonymes
- Acanthostelma Bidgood & Brummit, 1985
- Golaea Chiov., 1929

Crabbea est un genre de plantes à fleurs de la famille des Acanthaceae. Les espèces sont originaires d'Afrique tropicale et australe.

## Espèces
- Crabbea acaulis
- Crabbea albolutea
- Crabbea cirsioides
- Crabbea coerulea
- Crabbea glandulosa
- Crabbea kaessneri
- Crabbea longipes
- Crabbea migiurtina
- Crabbea nana
- Crabbea pinnatifida
- Crabbea thymifolia
- Crabbea velutina
- Crabbea zambiana

## Description originale
- (en) Harvey W., 1842. Descriptions of several new Genera of South African Plants. The London Journal of Botany 1: 18-29. Description à la page 26.